# Jenni Vähämaa

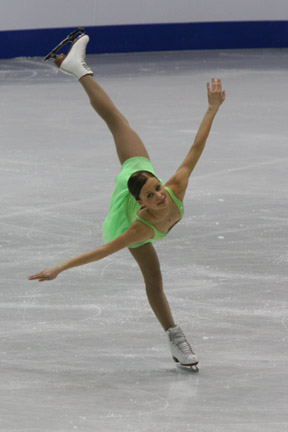
Jenni Vähämaa

Jenni Vähämaa (* 26. Mai 1992 in Lohja) ist eine finnische Eiskunstläuferin.
Sie ist die finnische Eiskunstlaufmeisterin der Junioren des Jahres 2007. In den Jahren 2006 und 2007 gewann sie die nordischen Meisterschaften im Eiskunstlaufen bei den Junioren. Ihr Debüt bei den Damen gab sie in der Saison 2007/2008 bei der Finnlandia Trophy, welche sie gewann. Bei ihrem ersten Auftritt bei ISU-Meisterschaften belegte sie im Jahr 2008 den zehnten Platz bei den Europameisterschaften.

## Erfolge/Ergebnisse
| Wettbewerb/Wintersaison      | 2004/05 | 2005/06 | 2006/07 | 2007/08 | 2008/09 |
| ---------------------------- | ------- | ------- | ------- | ------- | ------- |
| Europameisterschaften        | −       | −       | -       | 10      | -       |
| Juniorenweltmeisterschaften  | -       | 8       | 4       | 4       | −       |
| Finnische Meisterschaften    | -       | 2 J     | 1 J     | -       | -       |
| GP Skate Canada              | −       | −       | −       | −       | 10      |
| GP Finnlandia Trophy         | −       | −       | −       | 1       | 8       |
| GP Nordische Meisterschaften | −       | 1 J     | 1 J     | −       | −       |

- GP = Grand Prix / J = Junioren